# Son Casesnoves
Son Casesnoves és una possessió del nord del terme municipal de Llucmajor, Mallorca, situada entre la vila de Llucmajor i el Puig de Randa.
Es troba documentada el segle xvi i pertanyia a mossèn Miquel Casesnoves, del qual en prengué el nom. Antigament s'anomena Torre des Peu des Puig de Randa i Torre d'en Burguet. El 1599 havia passat a Jeroni Garau, canonge de la Seu de Mallorca. Es dedicava a la ramaderia ovina i equina, produint formatge i llana; també tenia vinya i es cultivaven cereals. Disposava d'un alambí per obtenir aigua de roses. Les cases tenien capella, torre, molí de vent i dos cellers. El mobiliari era de luxe. Fou convertida en llatzaret de Llucmajor i voltants durant l'epidèmia de pesta bubònica de 1652-53, i hi moriren 55 persones. Correspon a la possessió actual de Son Casesnoves Vell, ja que hi ha una segregació que és coneguda pel nom de Son Casesnoves d'en Serra.